# NGC 1277
NGC 1277 је лентикуларна галаксија у сазвежђу Персеј која се налази на NGC листи објеката дубоког неба.
Деклинација објекта је + 41° 34' 27" а ректасцензија 3h 19m 51,4s. Привидна величина (магнитуда) објекта NGC 1277 износи 13,8 а фотографска магнитуда 14,7. NGC 1277 је још познат и под ознакама MCG 7-7-64, CGCG 540-104, PGC 12434.

## Истраживање
Дана 28. новембра 2012. године астрономи су у галаксији NGC 1277 открили огромну црну рупу, другу досад највећу у науци. Галаксија NGC 1277 има црну рупу која је 4.000 пута већа од оне у средишту Млечног пута и чија је маса 17 милијарди пута већа од масе Сунца, те чини 14% масе те галаксије. Црну рупу у овој галаксији открили су астрономи са Универзитета у Остину користећи телескоп Хоби-Еберли смештеног у Тексасу.